# تصحيح (القانون)
التصحيح: هو قرار تأمر به المحكمة لتغيير مستند مكتوب بالفعل أي انها توضح ما كان يجب أن تقوله في البداية ويعتبر امر عادل وبالتالي فإن الحالات التي يطبق بها ويتم العمل به محدودة
يطلق عليه في الولايات المتحدة الأمريكية ب الإصلاح

## إنكلترا
في القانون الإنجليزي تم اختصار القاعدة في المادة 4 Deg & j 250 رقم 264 :
«عند اقتناع المحكمة بالأدلة التي لا تترك أي شك عادلا أو معقولا في ان الفعل الذي تم عزله لا يجسد النية النهائية للطرفين في هذه الحالة يجب ا يوضح بالدليل ان النية المزعومة تتوافق مع الفعل الذي تم القيام به ويجب ان يكون هذا الشيء هو الذي خطر في اذهان جميع الأطراف وقت تنفيذه ويجب على المدعي ان ينجح في اظهار الشكل الدقيق الذي ستعبر به الاذاة عن هذه النية»
أيضًا تتوفر عملية أسهل من حيث المتطلبات وفقاً لمبدأ البناء التعاقدي للتسمية الخاطئة في القانون الإنجليزي

## كندا
مثال على هذه الحالة قضية حدثت في كندا قضية بيركوفي وبالمير سنة 1966
حيث قام المحامي بخطأ غير منطقي وهو توسيع نقل ملكية العقارات ليشمل كوخا حاول أحد الطرفين فيما بعد اثبات ان هذا التوسيع الذي شمل الكوخ كام مقصودا ولكن القاضي لم يقتنع ولم يعتبر ذلك دليل وتوصل إلى انه من العادل ومما لا شك فيه ان أي من الطرفين لم يكن يقصد تضمين الكوخ في معاملاتهم
وعند الاستئناف اضافت المحكمة انه عندما يكون هناك حالة فيها التصحيح مشكلة فيعتبر من مهام المحكمة النظر في السلوك اللاحق للعقد

## أستراليا
يكون التصحيح خيار متاح عندما يقرر الطرفان تفعيل كامل الاتفاقية السابقة في العقد المكتوب ولم يستطيعوا فعل ذلك عن طريق الخطأ الشائع ومع ذلك فإن وجود اتفاقية سابقة ليس شرط لمنح التصحيح، اذ انه يجوز منحه في الحالات التي يشكل فيها المستند المطلوب تصحيحه الاتفاق الوحيد بين الأطراف ولكنه لا يعكس نيتهم المشتركة هنا يحتاج المدعي ال تقديم دليل مقتنع على ان المستند المكتوب لا يمثل النية النهائية للأطراف، يجب ان يكون الجزء المحذوف قادر على إثبات الدليل بعبارات قطعية وواضحه